# Ernest Radetić
Ernest Radetić (Baderna, 13. ožujka 1899. – Zagreb, 6. listopada 1980.), hrvatski književnik, publicist i javni djelatnik, klerikalni, desno orijentiran hrvatski rodoljub

## Životopis
Rodio se u Baderni 13. ožujka 1899. godine. U rodnom je mjestu pohađao pučku školu Družbe sv. Ćirila i Metoda za Istru. U Pazinu je završio četiri razreda hrvatske gimnazije. Početkom prvoga svjetskog rata upisao se u isusovačku veliku gimnaziju u Travniku. Otamo je poslan na talijansko bojište. Kad je propala Austro-Ugarska, bio je u talijanskom logoru.
Nakon gimnazijskog obrazovanja i sudjelovanja u I. svjetskom ratu, te potom talijanskog zarobljeništva, prepoznaje da kao mladi hrvatski intelektualac nema u rodnoj Istri koja je došla pod vlast Italije baš nikakvih izgleda. Odlučuje u siječnju 1920. godine prijeći kod Rijeke tadašnju državnu granicu, pridružujući se tzv. "istarskoj emigraciji". On sam opisuje: 
Makar je od isprava imao sa sobom jedino gimnazijsku školsku svjedodžbu, vlasti mu na Sušaku izdaju putovnicu Kraljevine SHS; u Zagrebu on - kao marljiv i lojalni službenik najprije u Pošti, pa potom u privatnim poduzećima - doživljava prijam kakvom se i nadao. Talijansko pustošenje i dekroatizaciju Istre opisao je poslije u svom kapitalnom djelu Istarskim zapisima.
U Zagrebu je studirao na Pravnom i Filozofskom fakultetu u Zagrebu. Bio je izdavač i urednik uspješnih listova Istra i Mali Istranin namijenjenih u prvom redu hrvatskim emigrantima iz Istre - kako onima širom Hrvatske i Jugoslavije, tako i onima u prekomorskim zemljama. Oba je lista pokrenuo i izdavao u Zagrebu. Nakon uspješnog pokretanja "Istre" 1929. godine časopis mu je oduzet i preseljen u Beograd radi uređivanja u duhu integralnog aleksandrovskog jugoslavenstva; od 1931. je Istra skrenula ulijevo. Opet ju je preuzeo 1939. te vodio do posljednjega broja 27. rujna 1940. godine, Od 1930. godine započinje on izdavati časopis "Mali Istranin"; list se do 1914. zvao Mladi Hrvat. Zahvaljujući tim listovima je hrvatska javnost između dva svjetska rata dobivala vrijedne informacije o Istri. Opći je zaključak da je taj Radetićev rad značajno pridonio borbi za priključenje Istre matici Hrvatskoj, jer je pridonio jačanju političke svijesti o povijesno utemeljenom hrvatskom karakteru Istre i potrebi njezina priključenja Hrvatskoj. Jačanju te svijesti o hrvatskom karakteru Istre pridonio je objavljenim knjigama proze Kad se užge mlada krv (1928.), Vilinsko kolo (1933.), Za goli život: savremena drama iz života hrvatskoga naroda u Istri u 3 čina (1936.).
U međuratnom razdoblju pisao je članke za Obzor, Komediju, Sklad, Istarsku riječ, Jutarnji list, Radio-Zagreb, Hrvatski list, Poštu i dr.
U ratu je nastavio borbu za širenje svijesti o hrvatskom karakteru Istre, u djelima Iskre pod pepelom – istarske priče i crtice za mladež (1943.) te knjigom povijesne publicistike i memoaristike Istra pod Italijom 1918-1943. (1944.), u kojima je pisao o istarskim temama i stradanju istarskih Hrvata pod talijanskom okupacijom. "Razbijeni mozaik" i "Istarski zapisi" nastavak su tog niza. Radetić je napisao je i mnoge dramske i radiodramske tekstove. U ratu je objavljivao tekstove najviše u Novoj Hrvatskoj te u Novinama, Hrvatskom krugovalu, Hrvatskoj mladosti, Hrvatskom kolu, Prosvjetnom životu. Napisao je poveći skup članaka iz religijske kulture. Spasio je od ustaškog strijeljanja Ivu Mihovilovića, budućeg Vjesnikovog komentatora poznatog kao Spectator. U spašavanju su također pomogli klerikalci Mate Ujević i Lav Znidarčić.
Malo je tko je poput Radetića ustrajno pridonosio očuvanju i promicanju hrvatskoga karaktera Istre, ostajući uvijek kao katolik na strani istine, pravde i čovjeka. Nakon II. svjetskog rata Radetić - kao politički konzervativac i dosljedni katolik u vremenima kada se smjelo promicati samo ljevičarske ideje - "staje u stranu" i u velikoj mjeri odustaje od javnog intelektualnog rada. Tek 1961. godine na poziv Mije Mirkovića, najuglednijeg ljevičarskog intelektualca podrijetlom iz Istre počinje Radetić ponovo sa spisateljskim radom, te već 1962. godine objavljuje knjižicu (12 stranica) "Otac: događaj iz istarskog narodnog života u jednom činu". 1966. godine objavio je djelo na njemačkom Die Arena von Pula.
"Po zadatku" koje mu je dodijelila grupa oko Mije Mirkovića, Radetić piše o istarskim temama, s posebnim naglaskom na zapadnu Istru. U svojem kapitalnom djelu "Istarskim zapisima" iz 1969. godine daje on izgrađenim stilom iskusna publicista jedan široki pregled hrvatskog pitanja u Istri s posebnim naglaskom na razdoblje zadnje polovice 19. i prve polovice 20. stoljeća - razdoblja kojem je on bio očevidac, ili je barem mogao dobiti temeljite informacije od sudionika najvažnijih događaja. Tu on daje mnoge informacije koje ljevičarski pisci tog vremena nisu htjeli, nisu znali ili nisu mogli napisati - a možda ni pojmiti. Djelo uvjerljivo odskače od marksističkih spisa tih doba s (pre)velikom tendencijom svođenja kulturalnih, nacionalnih i gospodarskih problema Istre toga doba na kategorije "klasne borbe" (zanemarujući da su socijalističke ideje bile sve do 1940-ih godina raširene u Istri skoro isključivo među Talijanima, dok su istarski Hrvati u pravilu bili "sitnoposjednički" i konzervativno usmjereni). Tako saznajemo mnogo o djelovanju hrvatskih pravaša na čelu s dr. Matkom Laginjom (u Istri su pravaši djelovali pod imenom "narodnjaci", od imena "Hrvatsko-slovenska narodna stranka" koja je objedinjavala kako Slovence iz sjevernih dijelova Istre oko Kopra, tako i Hrvate južno od rijeke Dragonje); o važnom i uspješnom naporu "Družbe sv. Ćirila i Metoda za Istru" koja je dobrovoljnim prilozima prikupljenima diljem Hrvatske dugo bila glavni izvor financiranja hrvatskih škola u Istri (koje lokalne vlasti pod kontrolom Talijana nisu htjele osnivati niti financirati), o široko raširenoj (i djelotvornoj) domoljubnoj potpori građanstva širom Hrvatske ujedinjenju Istre s maticom Hrvatskom i potpori Hrvatima u Istri od kraja 19. do sredine 20. stoljeća, o raznim uglednim istarskim "narodnjacima" antifašistima koji su značajno pomogli u ustanku i osnivanju "narodne vlasti u Istri", da bi lokalni tisak pod nadzorom komunista propuštao kasnije čak objaviti bilješke o smrti ljudi koji su dali vrlo značajan obol "narodnooslobodilačkoj borbi", ali koji se nisu uklopili u poratnu komunističku vladavinu.
Radetić je zabilježio da su komunisti (većinom neistarski) te istarske narodnjake nakon rata »stavili pod svoje« i onemogućili istinu o pravoj naravi i nositeljima istarskoga antifašizma.
Umro je u Zagrebu 6. listopada 1980. godine. Pokopan je na Mirogoju. U emigrantskoj Hrvatskoj reviji Pavao Tijan napisao mu je nekrolog.

## Djela
- "Anđelko Marušić 1931. – 1971.", Lirika 1932, Zagreb, 1971.
- "Kad se užge mlada krv..." i druge istarske pripovijesti, naklada "Istarska riječ", Trst, 1928.
- "Vilinsko kolo", 1933.
- "Za goli život: savremena drama iz života hrvatskoga naroda u Istri u 3 čina", Naklada Matice hrvatskih kazališnih dobrovoljaca, 1936.
- "Iskre pod pepelom", Naklada knjižare Mito Miloradović, Zagreb, 1943.
- Istra pod Italijom 1918. – 1943.", Tiskara C. Albrecht (P. Acinger), Zagreb, 1944. (ponovljeno izdanje: Rijeka: Matica hrvatska, Ogranak Rijeka ; Rijeka : Istarsko književno društvo "Juraj Dobrila"; Pazin: Matica hrvatska, Ogranak Poreč; Poreč, 1991.; na talijanskom "L'Istria sotto l'Italia, Trst, "Matrix croatica", 1997.)
- "Otac: događaj iz istarskog narodnog života u jednom činu", Grafički zavod Hrvatske, Zagreb, 1962.
- "Razbijeni mozaik", 1962., Grafički zavod Hrvatske, Zagreb, 1962.
- "Die Arena von Pula", 1966.
- "Istarski zapisi", Grafički zavod Hrvatske, Zagreb 1969.
- "Anđelko Marušić 1931. – 1971."
- "Mali Istranin", časopis, Zagreb, (Ernest Radetić urednik i nakladnik) 1930. – 1941.